# (900) Rosalinde
(900) Rosalinde ist ein Asteroid des Hauptgürtels, der am 10. August 1918 vom deutschen Astronomen Max Wolf in Heidelberg entdeckt wurde.
Der Asteroid trägt den Namen einer Figur aus der Operette Die Fledermaus von Johann Strauss.